# Saint-Judoce
Saint-Judoce (bret. Sant-Yuzeg) – miejscowość i gmina we Francji, w regionie Bretania (region administracyjny), w departamencie Côtes-d’Armor.
Według danych na rok 1990 gminę zamieszkiwały 422 osoby, a gęstość zaludnienia wynosiła 41 osób/km² (wśród 1269 gmin Bretanii Saint-Judoce plasuje się na 871. miejscu pod względem liczby ludności, natomiast pod względem powierzchni na miejscu 825.).